# Puccinia praetermissa
Puccinia praetermissa ist eine Ständerpilzart aus der Ordnung der Rostpilze (Pucciniales). Der Pilz ist ein Endoparasit der Korbblütlergattung Lagascea. Symptome des Befalls durch die Art sind Rostflecken und Pusteln auf den Blattoberflächen der Wirtspflanzen. Sie ist ein in Mexiko und Puerto Rico heimisch.

## Merkmale

### Makroskopische Merkmale
Puccinia praetermissa ist mit bloßem Auge nur anhand der auf der Oberfläche des Wirtes hervortretenden Sporenlager zu erkennen. Sie wachsen in Nestern, die als gelbliche bis braune Flecken und Pusteln auf den Blattoberflächen erscheinen.

### Mikroskopische Merkmale
Das Myzel von Puccinia praetermissa wächst wie bei allen Puccinia-Arten interzellulär und bildet Saugfäden, die in das Speichergewebe des Wirtes wachsen. Ihre Spermogonien und Aecien sind bislang nicht bekannt. Die beidseitig auf den Wirtsblättern wachsenden Uredien des Pilzes sind dunkel zimtbraun. Ihre zimtbraunen Uredosporen sind 21–26 × 20–23 µm groß, eiförmig bis breitellipsoid und stachelwarzig. Die beidseitig wachsenden Telien der Art sind schwarzbraun, pulverig und unbedeckt. Die dunkel kastanienbraunen Teliosporen sind zweizellig, in der Regel breitellipsoid bis ellipsoid, runzelig und 35–45 × 23–30 µm groß. Ihre Stiele sind farblos und bis zu 80 µm lang.

## Verbreitung
Das bekannte Verbreitungsgebiet von Puccinia praetermissa umfasst Sinaloa und Jalisco sowie Puerto Rico.

## Ökologie
Die Wirtspflanzen von Puccinia praetermissa sind verschiedene Lagascea-Arten. Der Pilz ernährt sich von den im Speichergewebe der Pflanzen vorhandenen Nährstoffen, seine Sporenlager brechen später durch die Blattoberfläche und setzen Sporen frei. Die Art durchläuft einen makrozyklischen Entwicklungszyklus mit Spermogonien, Aecien, Telien und Uredien.